# بنگاه اجتماعی
بنگاه اجتماعی (به انگلیسی:  Social Enterprise ) یکی از اقسام کارآفرینی اجتماعی محسوب می‌شود. بنگاه اجتماعی بنگاهی است که هدف اصلی تأسیس آن مسائل اجتماعی است؛ یعنی برخلاف بنگاه‌های تجاری که با هدف اصلی کسب سود و منفعت برای صاحبانشان ایجاد می‌شوند، یک بنگاه اجتماعی با هدف اصلی برطرف کردن مشکلات اجتماعی ایجاد می‌شود. بنگاه‌های اجتماعی برای حفظ بقاء و پایداری مالی خود، تجارت می‌کنند، محصول یا خدمات می‌فروشند. نکتهٔ مهم در مورد بنگاه‌های اجتماعی این است که بخش اصلی سود حاصل شده از فعالیت‌های آن‌ها برای گسترش فعالیت‌های اجتماعی در همان بنگاه یا بنگاه‌های اجتماعی موجود سرمایه‌گذاری می‌شود.